# XVideos
XVideos est un site web pornographique qui permet de partager et de visionner des vidéos. Le site web est géré par la société tchèque, WGCZ Holding propriété de l'informaticien français Stéphane Pacaud.
En 2012, il était estimé que le site diffusait plus d'un téraoctet par seconde, ce qui est l'équivalent d'un quinzième de la bande passante du réseau disponible de Londres à New York.
Depuis 2019, il est, d'après SimilarWeb, le deuxième site pornographique en fréquentation. Alors qu'en 2019, il était en moyenne le huitième site web le plus consulté au monde, en décembre 2024, il n'est plus que dix-huitième.
En 2025, le site est la cible d'une enquête de la Commission européenne pour ne pas avoir mis en place de système approprié pour vérifier la majorité des personnes qui le visitent.

## Évolution
Le site web est géré par la société tchèque, WGCZ Holding,, propriété de l'informaticien français Stéphane Pacaud.
En 2012, XVideos était le plus vaste site web adulte dans le monde, avec plus de 4,4 milliards de pages vues par mois. Fabian Thylmann, le propriétaire de MindGeek, a tenté d'acheter XVideos en 2012 dans le but de créer un monopole de sites de tubes pornographiques. Le propriétaire français de XVideos aurait refusé une offre de plus de 120 millions de dollars en répondant « Désolé, je dois aller jouer à Diablo II ». 
En 2014, XVideos a tenté de façon controversée à forcer les fournisseurs de contenu de ne pas supprimer leurs vidéos de leurs comptes sous peine de voir leur compte fermer immédiatement.

## Présentation
XVideos est agrégateur de média pornographique, qui donne accès à des contenus adultes d'une manière similaire à YouTube pour du contenu général,. Des clips vidéos provenant de vidéos professionnelles (parfois piratées) sont mêlés à d'autres types de contenu,
Après vérification de l'âge du spectateur, la plupart des vidéos et photos du site peuvent être visualisées gratuitement, une partie des vidéos étant payantes. Seules les personnes inscrites peuvent envoyer leurs vidéos ou commenter les autres. Les vidéos sont accessibles par catégories et à l'aide de mots-clés (tags).[réf. nécessaire]

## Trafic web et rang
En 2012, il était estimé que le site diffusait plus d'un téraoctet par seconde, ce qui est l'équivalent d'un quinzième de la bande passante du réseau disponible de Londres à New York. Il est alors le plus grand site adulte au monde avec plus de 4,4 milliards de pages vues par mois.
En mars 2018, XVideos a été compté comme le 5e site web le plus populaire par SimilarWeb toutes catégories, et le premier en catégorie adulte,.
Depuis 2019, il est, d'après SimilarWeb, le deuxième site pornographique en fréquentation (derrière Pornhub en décembre 2024). Alors qu'en 2019, il était en moyenne le huitième site web le plus consulté au monde, en décembre 2024, il n'est plus que dix-huitième.
En 2023, la société tchèque XVideos dispose de 160 millions d’utilisateurs mensuels dans l'Union européenne, ce qui la classe en très grandes plateformes selon la règlementation européenne.

## Censure

### Afrique
En 2019, le gouvernement de la République algérienne bannit XVideos ainsi qu'une dizaine d'autres sites dans le domaine de la pornographie car ces derniers représentaient plus de 90 % du trafic Internet. La ministre des télécommunications de l'époque, Houda-Imane Faraoun, a légitimé l'action comme étant un moyen de fluidifier le trafic[réf. nécessaire].

### Asie
Depuis décembre 2009 et comme 60 000 autres sites pornographiques, le site est bloqué en république populaire de Chine.
En 2015, la compagnie est ciblée par le gouvernement de l'Inde dans une liste de 857 sites web « pornographiques », incluant des sites non-pornographiques tels que CollegeHumor (en),.
En 2015, le gouvernement de Malaisie bannit XVideos pour violation de l'Acte des Communications et du Multimédia de 1998, qui bannit du « contenu obscène » en étant distribué de manière numérique.
Le 14 janvier 2017, le président des Philippines, Rodrigo Duterte, bloque le site selon la loi 9775.
Le 19 février 2019, le gouvernement du Bangladesh bloque 20 000 sites dans le cadre d'une guerre contre la pornographie.

### Europe
En janvier 2022, le gouvernement français a annoncé son intention de bloquer plusieurs sites pornographiques majeurs, dont XVideos, en raison de l'absence de vérification efficace de l'âge des utilisateurs. Cependant, en mai 2022, la cour d'appel de Paris a rejeté cette demande, estimant que les associations requérantes n'avaient pas engagé d'actions préalables directement contre les éditeurs des sites, rendant prématurée une demande de blocage via les fournisseurs d'accès à Internet.
En 2025, la loi SREN (Sécuriser et Réguler l’Espace Numérique) a renforcé les obligations des sites pornographiques en matière de vérification de l'âge. Conformément à cette loi, l'ARCOM (Autorité de régulation de la communication audiovisuelle et numérique) a publié un arrêté en mars 2025 listant 17 sites, dont XVideos, qui doivent mettre en place des systèmes de vérification d'âge conformes d'ici le 6 juin 2025, sous peine de blocage en France.
En Russie, le gouvernement bloque l'accès au site en 2022, blocage largement contourné par VPN.

## Procédure juridique
Le 27 mai 2025, une enquête est ouverte par la Commission européenne à l'encontre de 4 sites web pornographiques, Pornhub, Stripchat, XNXX et XVideos, pour ne pas avoir mis en place de moyen appropriés pour s'assurer que les personnes qui les visitent sont majeures. Ils encourent une amende d'un montant allant jusqu'à 6 % de leur chiffre d'affaires mondial, et dans le cas de récidive une interdiction en Union européenne.